# Dong Hoi
Đồng Hới (vietnamsky Đồng Hới) je hlavní město provincie Quang Binh v severním Vietnamu. Leží 500 kilometrů jižně od Hanoje a 50 kilometrů jihovýchodně od národního parku Phong Nha-Ke Bang. 6 km severně od města leží letiště Đồng Hới.

## Statistiky města
Město má rozlohu 15500,54 hektaru a 103 988 obyvatel. Žijí zde převážně Vietnamci.